# Gōdo
Gōdo (神戸町?) è una cittadina giapponese della prefettura di Gifu.